# Ian Fleming International Airport
Ian Fleming International Airport (engelska: Boscobel Airport) är en flygplats i Jamaica.   Den ligger i parishen Parish of Saint Mary, i den nordöstra delen av landet, 50 km norr om huvudstaden Kingston. Ian Fleming International Airport ligger 27 meter över havet. Den ligger på ön Jamaica.
Terrängen runt Ian Fleming International Airport är huvudsakligen kuperad, men åt sydost är den platt. Havet är nära Ian Fleming International Airport norrut. Runt Ian Fleming International Airport är det ganska tätbefolkat, med 172 invånare per kvadratkilometer. Närmaste större samhälle är Oracabessa, 2,4 km öster om Ian Fleming International Airport. I omgivningarna runt Ian Fleming International Airport växer i huvudsak städsegrön lövskog.